# Edifício IG Farben
O Edifício I.G. Farben – também conhecido como Edifício Poelzig e Edifício Abrams, antes informalmente chamado de Pentágono da Europa – é um complexo de edifícios em Frankfurt, Alemanha, que atualmente serve como estrutura principal do Campus Westend da Universidade de Frankfurt. A construção começou em 1928 e foi concluída em 1930. como sede corporativa do conglomerado I.G. Farben, então a maior empresa química do mundo e a quarta maior empresa do mundo em geral.
O projeto original do edifício, ao estilo modernista da Nova Objetividade, foi objeto de um concurso que acabou por ser ganho pelo arquiteto Hans Poelzig. Após a sua conclusão, o complexo tornou-se o maior edifício de escritórios da Europa e assim se manteve até à década de 1950. As seis alas quadradas do Edifício I.G. Farben mantêm uma elegância moderna e sóbria, apesar do seu tamanho gigantesco. É também notável pelos seus elevadores paternoster.
O edifício foi a sede da administração da produção de corantes, medicamentos, magnésio, óleo lubrificante, explosivos e metanol, e de projetos de investigação relacionados com o desenvolvimento do óleo sintético e da borracha sintética durante a Segunda Guerra Mundial. Notavelmente, Cientistas da  I.G. Farben descobriram o primeiro antibiótico, que reformou fundamentalmente a investigação médica e "inaugurou uma nova era na medicina". Após a Segunda Guerra Mundial, o Edifício IG Farben serviu de quartel-general ao Comando Supremo Aliado e, de 1949 a 1952, ao Alto Comissariado para a Alemanha (HICOG). William L. Shirer chamou-lhe "edifício a partir do qual os americanos governaram a parte ocidental da Alemanha" após a Segunda Guerra Mundial. Dwight D. Eisenhower tinha o seu escritório no edifício. Tornou-se o principal local para a implementação do Plano Marshall, que apoiou a reconstrução da Europa no pós-guerra. Os Documentos de Frankfurt de 1948, que levaram à criação de um Estado aliado da Alemanha Ocidental às potências ocidentais, foram assinados no edifício. O Edifício I.G. Farben serviu como quartel-general do V Corpo do Exército dos EUA e do Comando da Área Norte (NACOM) até 1995. Foi também o quartel-general da CIA na Alemanha. Durante o início da Guerra Fria, era designado pelas autoridades americanas por Edifício-Quartel-General do Exército dos Estados Unidos na Europa (USAREUR); o Exército dos EUA renomeou o edifício para Edifício General Creighton W. Abrams em 1975. Era informalmente chamado de "O Pentágono da Europa".
Em 1995, o Exército dos EUA transferiu o Edifício IG Farben para o governo alemão, que foi adquirido pelo estado de Hesse em nome da Universidade de Frankfurt. Rebatizado Edifício Poelzig em homenagem ao seu arquiteto, o edifício foi alvo de uma restauração e foi inaugurado como parte da universidade em 2001. É o edifício central do Campus Westend da universidade, que também inclui mais de uma dúzia de outros edifícios construídos após 2001.